# Ralf Stambula
Ralf Stambula (Düsseldorf, 13 d'abril de 1954) va ser un ciclista alemany que s'especialitzà en el ciclisme en pista. Com amateur guanyà una medalla de bronze al Campionat del món de Mig fons de 1984 per darrere del neerlandès Jan de Nijs i l'italià Roberto Dotti.

## Palmarès
- 1975
  -  Campió d'Alemanya en persecució per equips amateur
- 1978
  -  Campió d'Alemanya en persecució per equips amateur